# Turner Valley
Turner Valley är en ort i Kanada.   Den ligger i provinsen Alberta, i den centrala delen av landet, 2 900 km väster om huvudstaden Ottawa. Turner Valley ligger 1 216 meter över havet och antalet invånare är 2 167.
Terrängen runt Turner Valley är platt åt nordost, men åt sydväst är den kuperad. Runt Turner Valley är det mycket glesbefolkat, med 4 invånare per kvadratkilometer.. Närmaste större samhälle är Black Diamond, 5,1 km nordost om Turner Valley.
Omgivningarna runt Turner Valley är en mosaik av jordbruksmark och naturlig växtlighet.